# R.17
R.17#ADDICTED（アディクテッド）は、バートン・スノーボードが、かつて運営していたアルペンのスノーボード用品ブランドである。

## 概要
- 2002年までバートン・スノーボードで運営していたアルペン部門の撤退を受け、別ブランドとして新設された。当時のパートン契約プロスノーポーダーの共同企画で、2003年に日本でブランド発足。ブランドのコンセプトは、大人の雰囲気を意識して「R.17」をR指定とイメージし、17歳以上の大人が虜になっていく「addicted」カービングスタイルを狙ってネーミングされた。
- アルペン系のみの商品展開であることや、スノーボード、バインディング、ユニバーサルカント等の商品展開が日本限定であったために経営的に芳しくなく、2004年をもって市場から撤退し、同ブランドは2年で消滅した。
- 2005年に製造権利とファクトリーがオーストリアのIBEX（アイベックス）に売却され、2005年からは各地区の販売代理店より、バインディング、ユニバーサルカントがリリースされている。なお、スノーボードの製造はシギー・グラブナー（SGブランド）にて、商品展開がされている。

## 元所属選手
- 杉本孝次
- 川口晃平
- 西原英彰
- 佐々木健太郎